# Sicamugil hamiltonii
Sicamugil hamiltonii är en fiskart som först beskrevs av Day, 1870.  Sicamugil hamiltonii ingår i släktet Sicamugil och familjen multfiskar. Inga underarter finns listade i Catalogue of Life.